# Laura Štefanac
Laura Štefanac  (Zagreb, 1. srpnja 1998.) hrvatska je atletičarka, natjecateljica u svima četirima bacačkim disciplinama: bacanju kugle, koplja, kladiva i diska. 
Osvajačica je triju zlata i triju srebra s Europskih juniorskih prvenstva u atletici gluhih i nagluhih osoba i bronce sa seniorskog ranga istog natjecanja.

## Životopis
Laura je rođena 1. srpnja 1998. u Zagrebu potpuno gluha. Nakon dvogodišnjih pretraga, ugrađena joj je umjetna pužnica u svibnju 2001.
S osam godina upisala se u osnovnu školu, gdje je prepoznata kao iznimno nadarena učenica. Pohađala je zagrebačku Športsku gimnaziju.
Isprva se bavila tenisom, ali nakon školskog natjecanja u atletici primljena je u atletski klub Agram. Kratko vrijeme je trčala, nakon čega se prebacila na bacačke discipline, u kojima je bila spretnija i uspješnija. 
Hrvatski sportski savez gluhih, 2014. godine, poziva je u svoje redove, te se kao jedina članica Hrvatske reprezentacije, na Europskom juniorkom atletskom prvenstvu gluhih, u Trabzonu, okitila zlatnom medaljom u bacanju koplja i dvama srebrima, u kugli i disku. Na Europskom seniorskom prvenstvu gluhih 2015. godine, u Poljskoj, osvaja broncu u bacanju koplja.